# Diocèse de Grosseto
Le diocèse de Grosseto (en latin : Diœcesis Grossetana ; en italien : Diocesi di Grosseto) est un diocèse de l'Église catholique en Italie, suffragant de l'archidiocèse de Sienne-Colle di Val d'Elsa-Montalcino et appartenant à la région ecclésiastique de Toscane.

## Territoire
Il est situé dans une partie de la province de Grosseto, l'autre fraction de la province étant gérée par l'archidiocèse de Sienne-Colle di Val d'Elsa-Montalcino et les diocèses de Massa Marittima-Piombino et Pitigliano-Sovana-Orbetello. Son territoire est d'une superficie de 1 239 km2 divisé en 50 paroisses regroupées en 4 archidiaconés. L'évêché est à Grosseto avec la cathédrale saint Laurent.

## Histoire
Le diocèse de Grosseto est l'héritier de l'ancien diocèse de Rusellae (de) dont l'évêché est transféré à Grosseto en 1138. Le diocèse de Roselle est attesté pour la première fois à la fin du Ve siècle avec l'evêque Vitaliano présent au concile de Rome de 499 organisé par le pape Symmaque. Un siècle plus tard, l'évêque Balbino, nommé par Grégoire Ier comme visiteur du diocèse de Populonia (de) et participe concile de Rome de 595 (it). Les autres évêques de Roselle du premier millénaire sont également connus pour leur participation aux conciles célébrés par les pontifes romains.
Le territoire du diocèse coïncidait avec celui du district civil ; cette situation perdure jusqu'à la période lombarde, lorsque la partie nord-est passe au diocèse de Sienne. Ce démembrement divise le diocèse de Roselle en deux parties non contiguës ; l'enclave est cédée au diocèse de Montalcino au XVe siècle. La cathédrale primitive de Roselle est identifiée soit avec la basilique paléochrétienne soit avec l'église romane construite juste à l'est du forum de la ville, elle est dédiée au martyr saint Laurent, nom sous lequel le Sancta Rosellana Ecclesia est connu bien avant 1071. À la fin du XIe siècle, Dodone ou son successeur Baulfo, l'évêché est déplacé sur les pentes de Poggio Mosconcino ; la nouvelle cathédrale est attestée dans un document de 1108. Au cours du XIe siècle, un différend sur les frontières diocésaines avec le diocèse de Populonia est résolu en faveur de Roselle par le pape Grégoire VII en 1076. 
La présence monastique sur le territoire diocésain se manifeste notamment depuis l'an 1000. Les camaldules fondent l'abbaye de San Lorenzo al Lanzo (it) en 1204, les augustins de l'abbaye de san Bartolomeo a Sestinga (it) à partir de 1258, les cisterciens de l'abbaye de San Salvatore di Giugnano en 1209 ; le diocèse voit naître un ordre monastique autochtone, celui de l'ordre de Saint-Guillaume, passe de l'abbaye de San Pancrazio al Fango (it) au XIIe siècle. Un autre centre monastique important est l'abbaye de San Rabano (it), mentionnée pour la première fois dans un document daté de 1101 sous le nom de Santa Maria Alborensis.
Au XIIe siècle, une série d’événements déterminent le transfert définitif du siège épiscopal de Roselle, maintenant réduite à une petite ville, à Grosseto , qui devint siège de paroisse en 1101. À cet égard, le pape Innocent II joue un rôle décisif en séjournant à plusieurs reprises dans la ville de Grosseto entre 1133 et 1137 sur l'invitation de l'évêque Rolando, après la précédente visite du pape Calixte II en mai 1120. Le 9 avril 1138, Innocent II décrète, par la bulle Sacrosancta Romana Ecclesia, le transfert du siège épiscopal de Roselle à Grosseto. Il s’agit d’un simple transfert de siège épiscopal, sans autre changement de limites diocésaines ; Cependant Roselle maintient pendant un certain temps le chapitre de chanoines de l'ancienne cathédrale. Selon les registres les plus anciens du Rationes decimarum, entre le XIIe siècle et le XIIIe siècle, le diocèse de Grosseto compte 24 pièves ; cette subdivision reste inchangée jusqu'au XVe siècle. En 1462, le diocèse de Grosseto cède une partie de son territoire pour l'érection du diocèse de Montalcino. En 1459, le diocèse, qui était sous exemption devient suffragant de l'archidiocèse de Sienne.
Une longue période de déclin caractérise les XVIe siècle et XVIIe siècle, déjà bien documentée par la visite apostolique effectuée en 1576 par l'évêque de Pérouse, Francesco Bossi. Toujours dans la seconde moitié du XVIe siècle, le territoire subit les conséquences des longues guerres qui mettent fin à l'indépendance de Sienne à laquelle Grosseto fait partie, et voit la naissance du grand-duché de Toscane en 1557. Dans la ville épiscopale, la plupart des églises sont détruites et la cathédrale est la seule paroisse de la ville ; le personnel ecclésiastique est réduit au minimum, insuffisant pour les besoins pastoraux du diocèse et composé principalement de prêtres des diocèses voisins et, dans certains cas, littéralement analphabète ; il n'y a pas de préparation théologique ni de ressources nécessaires à la fondation du séminaire. L’insalubrité de la Maremme a également, entre autres, deux conséquences très graves pour le diocèse : elle est presque dépeuplée, comprenant quelques milliers d’habitants, et les évêques, jusqu’au XIXe siècle, préfèrent résider ailleurs, souvent même en dehors du diocèse, pendant de longues périodes et chercher refuge dans des endroits plus sains, surtout en été. 
Dans ce contexte, l'épiscopat de Giacomo Falconetti (1703-1710) qui consacre son énergie à la pastorale du diocèse, fait exception ; il réussit pour la première fois à ouvrir un séminaire épiscopal et convoque deux synodes diocésain (1705 et 1709). À la fin du XVIIIe siècle, la domination napoléonienne entraîne le transfert temporaire de certaines paroisses de Castiglione della Pescaia au diocèse d’Ajaccio. Au siècle suivant, le siège reste vacant pendant une décennie, à cause de l'unification de l'Italie. En 1858, l'évêque Giovanni Domenico Francesco Mensini laisse un fonds de 30 000 écus pour la construction du nouveau séminaire. Le projet est achevé par Paolo Galeazzi en 1935, qui inaugure le nouveau bâtiment le 26 octobre de la même année. C'est aujourd'hui le siège et le point de référence de diverses activités diocésaines. De 1924 à 1932, sous l'épiscopat de Gustavo Matteoni, le diocèse de Grosseto est uni in persona episcopi aux diocèses de Sovana et de Pitigliano.
L'assainissement de la Maremme entraîne une augmentation du nombre de la population et par conséquent une augmentation constante du nombre de paroisses ; Un exemple est Grosseto, qui en 1938 n'a qu'une seule paroisse et qui en a aujourd'hui environ dix. D'autres paroisses sont érigées dans de nouveaux centres d'habitations. En 1975, il acquiert les hameaux d'Alberese et de Rispescia à Grosseto du diocèse de Sovana-Pitigliano. Le 21 mai 1989, la ville et le diocèse de Grosseto reçoivent la visite du pape Jean-Paul II, troisième pontife de l'histoire à se rendre dans la capitale de la Maremme, 852 ans après la dernière visite d'un pape.

## Sources
- http://www.catholic-hierarchy.org